# Aisu Cream to My Purin
Singles de V-u-den
Issai Gassai Anata ni Ageru
(2006) Koisuru Angel Heart
(2007)
 Aisu Cream to My Purin  (愛すクリ〜ムとMyプリン, Aisu Kuriimu to My Purin, jeu de mots entre Ai (amour) et ice cream ; Purin est la transcription de "pudding") est le 7e single du groupe de J-pop V-u-den, sorti en 2006.

## Présentation
Le single, écrit et produit par Tsunku, sort le 22 novembre 2006 au Japon sous le label Piccolo Town. Il atteint la 11e place du classement de l'Oricon. Il se vend à 11 628 exemplaires la première semaine et reste classé pendant trois semaines, pour un total de 14 192 exemplaires vendus durant cette période. Il sort également au format "Single V" (DVD contenant le clip) deux semaines plus tard, le 6 décembre 2006.
La chanson-titre figurera sur la compilation du groupe, V-u-den Single Best 9 Vol.1 Omaketsuki qui sortira un an plus tard, ainsi que sur la compilation annuelle du Hello! Project Petit Best 8 de fin 2007. Le clip vidéo figurera aussi sur le DVD V-u-den Single V Clips 2 ~Arigatō V-u-den Debut Kara no Daizenshū~ de 2008.

## Liste des titres
| 1. | Aisu Cream to My Purin (愛すクリ~ムとMyプリン)                   | Tsunku / Tsunku / Kaoru Okubo         | 3:57 |
| 2. | Shuwa (シュワッ)                                                 | Makoto / Tsunku / Takao Konishi       | 4:11 |
| 3. | Aisu Cream to My Purin (Instrumental) (愛すクリ~ムとMyプリン...) | (instrumental) / Tsunku / Kaoru Okubo | 3:55 |

| 1. | Aisu Cream to My Purin (愛すクリ~ムとMyプリン)                        |  |
| 2. | Aisu Cream to My Purin (Pretty Dance Ver.) (愛すクリ~ムとMyプリン...) |  |
| 3. | Aisu Cream to My Purin (Dance Shot Ver.) (愛すクリ~ムとMyプリン...)   |  |
| 4. | Making Eizo (メイキング映像)                                          |  |

## Interprétations à la télévision
- Hello! Morning (19 novembre 2006)
- Ongaku Senshi Music Fighter (1er décembre 2006)
- Pop Jam (13 janvier 2007)